# Куря (половецкий хан)
Куря (? — после 1096 года) — половецкий хан, известный по набегу на Русь в 1096 году.

## Биография
Во время борьбы Святославичей за наследство Святополк Изяславич и Владимир Мономах осадили Олега Святославича в Стародубе. Осада продолжалась 33 дня с 3 мая до 5 июня. В это время Куря вместе с Тугорканом атаковал Переяславское княжество, а Боняк — окрестности Киева. 24 мая Куря взял Устье, 30 мая Тугоркан осадил Переяславль. Затем 19 июля Тугоркан был разбит Святополком и Владимиром, но об участии Кури в битве не упоминается.